# Fusion (keuken)
Fusion, ook aangeduid als fusionkeuken, fusion cuisine of vergelijkbare termen, is een aanduiding voor een stijl van koken die elementen van verschillende culinaire stijlen, tradities en kooktechnieken combineert. De onderlinge beïnvloeding kan samenhangen met migratiestromen of met welbewust experimenteren. 
In het eerste geval is veelal sprake van door migranten "meegenomen" gerechten, die (al dan niet geleidelijk) aan de smaakvoorkeuren van het nieuwe woonland worden aangepast. De aan de Nederlandse smaak aangepaste Chinees-Indische keuken is hier een voorbeeld van, evenals de (vermoedelijk) Britse Chicken Tikka Masala.
Hierna kan een geleidelijke versmelting van culinaire tradities plaatsvinden: als voorbeeld kunnen de Nederlandse nasischijf en bamischijf, en de Duitse Currywurst genoemd worden, alsmede de kapsalon, die Turkse en Nederlandse aspecten combineert.
In het tweede geval worden culinaire vernieuwingen ontwikkeld door vaak gerenommeerde koks, die daarbij ook technisch complexe kooktechnieken vaak niet schuwen.

## Afbeeldingen

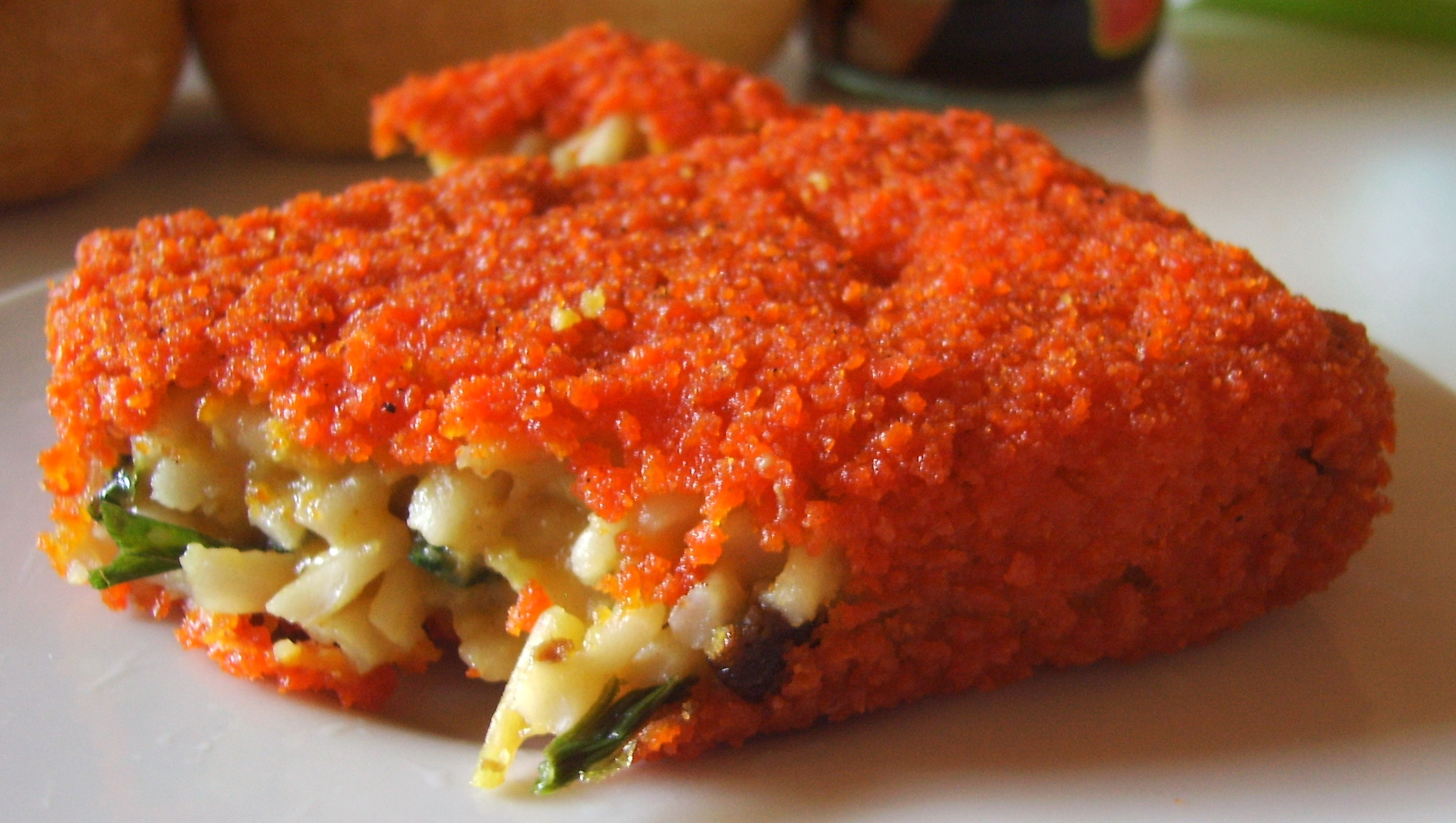
Bamischijf
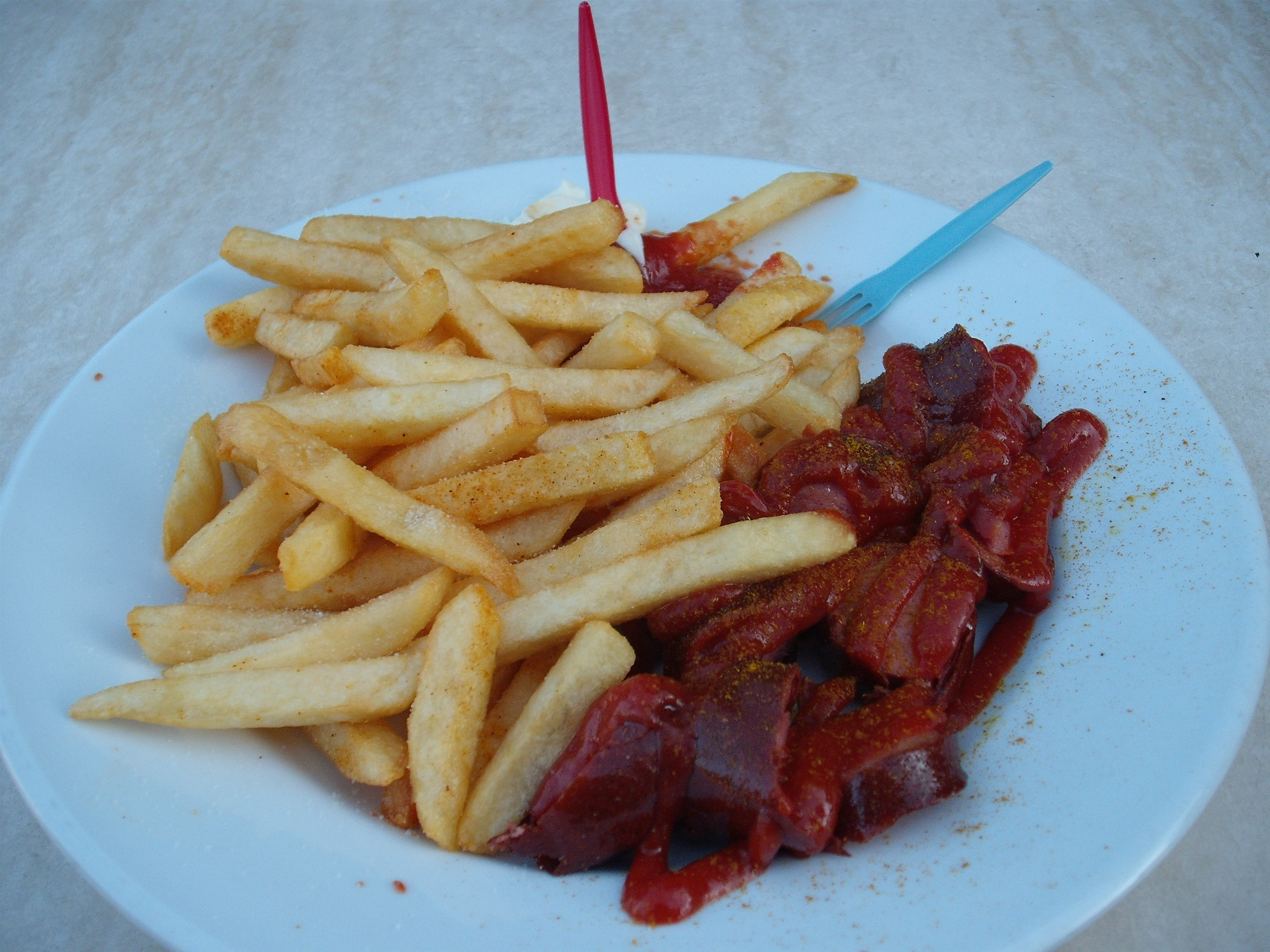
Currywurst
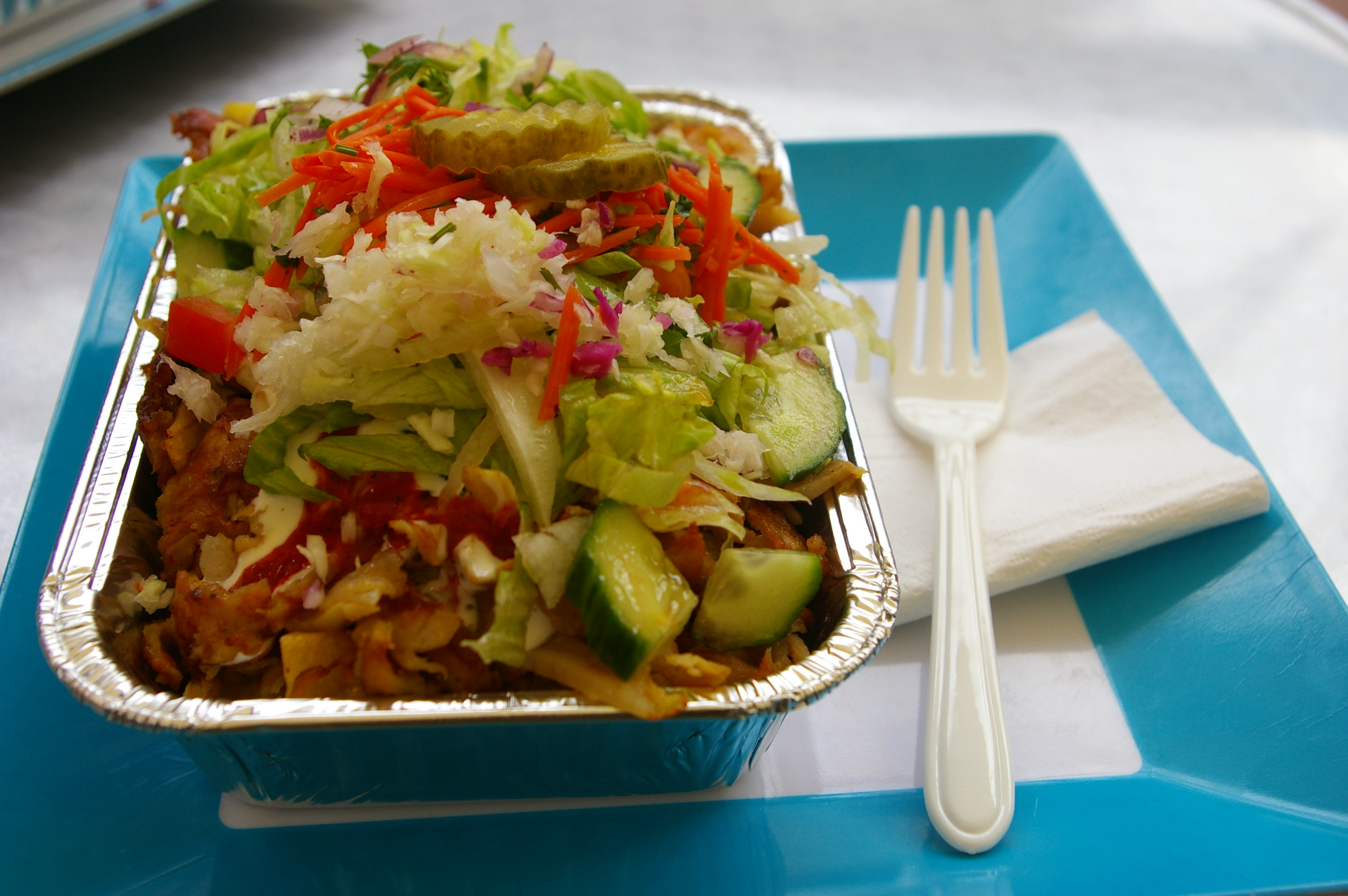
Kapsalon